# 斑紋油鰻
斑紋油鰻（Myrophis punctatus）為輻鰭魚綱鰻鱺目糯鰻亞目蛇鰻科的其中一種，分布於西大西洋區，從美國北卡羅萊納州至巴西海域及西北大西洋的加拿大海域，棲息深度可達100公尺，本魚體淺棕色，兩側具有黑色小斑點，體長可達35.3公分，棲息在沿岸海草床、紅樹林及離岸珊瑚礁區，屬肉食性，可作為食用魚及餌魚。

## 擴展閱讀
維基物種上的相關：斑紋油鰻